# KSC Lokeren (4297)
Koninklijke Sporting Club Lokeren, es un club de fútbol belga de Lokeren en la provincia de Flandes Oriental. El club está afiliado a la Real Asociación Belga de fútbol con el n.º de matrícula 4297 y tiene el blanco, negro y amarillo como colores del club. Actualmente compite en la Segunda División de Bélgica, segundo nivel del fútbol belga. El club se fundó en 1945 en Temse con el nombre de KSV Temse a partir de la fusión de Temsche SK y Temsica FC. Durante más de medio siglo el club jugó en la serie provincial superior hasta que ascendió a la división nacional a principios del siglo XXI. En 2020, debido a la desaparición del KSC Lokeren-Oost Vlanderen, el club se mudó a Lokeren y continuó bajo el nombre de KSC Lokeren-Temse.
El 1 de julio de 2025, el club cambió su nombre a Koninklijke Sporting Club Lokeren (KSC Lokeren).

## Historia

### KSV Temse
Antes de la Segunda Guerra Mundial, Temse tenía dos clubes de fútbol oficiales: Racing Temsche (matrícula 807), fundado en 1908 y que jugaba de azul y amarillo y luego fue rebautizado como FC Temsica; y Temsche SK (matrícula 501), fundado en 1924 y jugando de rojo y blanco. Este último club fue el más exitoso, jugando seis temporadas en la tercera división en la década de 1930.
En 1945, ambos clubes se fusionaron para formar un nuevo club KSV Temse (matrícula 4297), jugando de celeste y blanco y comenzando en las Ligas Provinciales de Bélgica donde permanecería la mayor parte del tiempo antes de comenzar a escalar nuevamente en el siglo XXI. Alcanza la Cuarta División en 2003 y la Tercera División en 2009 antes de asentarse nuevamente en el cuarto nivel, ahora rebautizado como Segunda División Aficionada de Bélgica.

### Lokeren
La licencia 282 se le dio en 1920 a un club llamado Football Club Racing Club Lokeren (apodado Racing FC), pero el equipo detuvo su actividad al año siguiente. El 22 de enero de 1923 se fundó el Racing Club Lokeren. Entre 1945 y 1951, tuvo un ligero cambio de nombre (a Racing Athletiek- en Football Club Lokeren) y el nuevo nombre desde 1951 fue Koninklijke Racing Club Lokeren. Debido a problemas económicos, la fusión con el otro equipo de la ciudad ( Koninklijke Standaard FC Lokeren ) se hizo necesaria en 1970, con el nuevo club que pasó a llamarse Koninklijke Sporting Club Lokeren, abreviado como KSC Lokeren. A finales de la década de 1970 y principios de la de 1980, el club participó varias veces en la Copa de la UEFA, alcanzando los cuartos de final en 1981. Ese año, el club también se convirtió en subcampeón de la liga y llegó a la final de Copa, perdiendo ante el Standard de Lieja. A partir de entonces, el club tuvo menos éxito, pero se mantuvo en el nivel más alto del fútbol belga (excepto durante tres temporadas a mediados de la década de 1990), terminando principalmente en la mitad de la tabla con el mejor resultado un tercer puesto en 2003. En 2000, el club se fusionó nuevamente, ahora con Koninklijke Sint-Niklaas SKE para formar Sporting Lokeren Sint-Niklaas Waasland. El último cambio de nombre ocurrió en 2003, con el nombre de la provincia (Oost-Vlaanderen) agregado al nombre del club, para convertirse en KSC Lokeren Oost-Vlaanderen.
En 2012 y 2014, Lokeren logró dos veces ganar la Copa de Bélgica, la segunda vez también seguida de una campaña exitosa en la UEFA Europa League, en particular eliminando al Hull City para alcanzar la fase de grupos. En 2019, Lokeren descendió a Segunda División por primera vez en casi 25 años. Más tarde ese año, el club fue asumido por un grupo liderado por Louis de Vries y Alexander Janssen, asumiendo los puestos de presidente y director ejecutivo, respectivamente. En abril de 2020, el club se declaró en quiebra durante la temporada 2019-20. Lokeren tenía deudas pendientes de 5 millones de euros y ya no podía pagar a su plantilla y jugadores, se retiró como club y dejó de existir. Pocos días después de la quiebra, el club acordó fusionarse con KSV Temse para formar un nuevo club llamado KSV Lokeren-Temse que jugará en la División 2 de Bélgica, el cuarto nivel nacional. El club continúa bajo la licencia del KSV Temse pero se traslada al estadio de Lokeren.
En la temporada 2022/23 asciende como líder de su grupo VFV A de División 2 a la División Nacional 1.
En la temporada 2023/24 asciende como subcampeón a la Challenger Pro League.

## Resultados KSC Lokeren-Temse/KSV Temse (desde la temporada 2002/03)
| Temporada              | Nivel | Nivel | Nivel | Nivel | Nivel | Nivel | División                                              | Puntos                                                | Observaciones                                                                            |
|                        | I     | I     | II    | III   | IV    | P.I   |                                                       |                                                       |                                                                                          |
| ---------------------- | ----- | ----- | ----- | ----- | ----- | ----- | ----------------------------------------------------- | ----------------------------------------------------- | ---------------------------------------------------------------------------------------- |
| como KSV Temse         |       |       |       |       |       |       |                                                       |                                                       |                                                                                          |
| 2002/03                |       |       |       |       |       | 1     | Primera Prov.                                         | 63                                                    |                                                                                          |
| 2003/04                |       |       |       |       | 15    |       | Cuarta Div. B                                         | 25                                                    |                                                                                          |
| 2004/05                |       |       |       |       |       | 1     | Primera Prov.                                         | 65                                                    |                                                                                          |
| 2005/06                |       |       |       |       | 8     |       | Cuarta Div. B                                         | 44                                                    |                                                                                          |
| 2006/07                |       |       |       |       | 2     |       | Cuarta Div. B                                         | 58                                                    | perdió la ronda final para el ascenso a 3.ª división                                     |
| 2007/08                |       |       |       |       | 4     |       | Cuarta Div. B                                         | 62                                                    | perdió la ronda final para el ascenso a 3.ª división                                     |
| 2008/09                |       |       |       |       | 1     |       | Cuarta Div. B                                         | 59                                                    |                                                                                          |
| 2009/10                |       |       |       | 5     |       |       | Tercera Div. A                                        | 56                                                    |                                                                                          |
| 2010/11                |       |       |       | 11    |       |       | Tercera Div. A                                        | 42                                                    |                                                                                          |
| 2011/12                |       |       |       | 16    |       |       | Tercera Div. B                                        | 32                                                    | jugó la ronda final por el descenso                                                      |
| 2012/13                |       |       |       | 11    |       |       | Tercera Div. A                                        | 43                                                    |                                                                                          |
| 2013/14                |       |       |       | 15    |       |       | Tercera Div. A                                        | 37                                                    |                                                                                          |
| 2014/15                |       |       |       | 3     |       |       | Tercera Div. A                                        | 61                                                    |                                                                                          |
| 2015/16                |       |       |       | 8     |       |       | Tercera Div. A                                        | 53                                                    |                                                                                          |
|                        | 1A    | 1B    | 1Am   | 2Am   | 3Am   | P.I   | Desde 2016-17 hay 3 niveles nacionales y 2 regionales | Desde 2016-17 hay 3 niveles nacionales y 2 regionales | Desde 2016-17 hay 3 niveles nacionales y 2 regionales                                    |
| 2016/17                |       |       |       | 7     |       |       | Segunda Div. Aficionada                               | 42                                                    |                                                                                          |
| 2017/18                |       |       |       | 7     |       |       | Segunda Div. Aficionada                               | 48                                                    |                                                                                          |
| 2018/19                |       |       |       | 3     |       |       | Segunda Div. Aficionada                               | 51                                                    |                                                                                          |
| 2019/20                |       |       |       | 12    |       |       | Segunda Div. Aficionada                               | 24                                                    | La competencia se detuvo después de 24 rondas de juego debido a la pandemia de COVID-19. |
| como KSC Lokeren-Temse |       |       |       |       |       |       |                                                       |                                                       |                                                                                          |
| 2020/21                |       |       |       |       |       |       | División 2                                            |                                                       | Tras 4 jornadas se suspendió por Covid-19                                                |
| 2021/22                |       |       |       | 4     |       |       | División 2                                            | 57                                                    | Perdió en ronda final contra Belisia Bilzen                                              |
| 2022/23                |       |       |       | 1     |       |       | División 2                                            | 73                                                    | ascenso                                                                                  |
| 2023/24                |       |       | 2     |       |       |       | División Nacional 1                                   | 70                                                    | ascenso                                                                                  |
| 2024/25                |       | 7     |       |       |       |       | Segunda Div.                                          | 41                                                    |                                                                                          |
| como KSC Lokeren       |       |       |       |       |       |       |                                                       |                                                       |                                                                                          |
| 2025/26                |       |       |       |       |       |       | Segunda Div.                                          |                                                       |                                                                                          |